# Muzaffargarh
Muzaffargarh (Urdu: مظفر گڑھ ) é uma cidade do Paquistão localizada no sudoeste da província de Punjab, às margens do rio Chenab.